# IC 2091
IC 2091 — галактика типу *Grp (велика група зірок) у сузір'ї Ерідан.
Цей об'єкт міститься в оригінальній редакції індексного каталогу.